# Landmark-Tower Bremen
Der Landmark-Tower ist ein Hochhaus und wurde als Teil des städtebaulichen Entwicklungsgebietes der Überseestadt Bremen errichtet. Das Bauprojekt wurde von dem Architektenbüro Hilmes Lamprecht Architekten BDA Bremen geplant und im Auftrag der Justus Grosse Projektentwicklungs GmbH im Jahr 2010 fertiggestellt.
Das Gebäude wird hauptsächlich für Wohnraum genutzt. Im 20. Stock befindet sich eine private Bar  mit dem Namen „Deck20“. Zudem befindet sich im angrenzenden Gebäude, welches ebenfalls zum Landmark-Komplex gehört, ein Restaurant.

## Gebäude
Auf 18 Wohnetagen befinden sich insgesamt 53 verschiedene Wohnungen mit unterschiedlichen Grundrissen von 2 bis 4 Zimmern. Wie in vielen Hochhäusern üblich, gibt es aufgrund des verbreiteten Aberglaubens keine 13. Etage, sondern auf die 12. folgt unmittelbar die 14. Etage. Das Gebäude besitzt auf jeder Etage umlaufende Balkone.

## Geschichte
Der Landmark-Tower ist Teil des Großbauprojektes „Weser-Ufer“. Dieses Projekt ist das größte zusammenhängende Wohn- und Büroquartier in der Bremer Überseestadt und beinhaltet 10 verschiedene Gebäude. Den Start dieses Bauprojektes markierte der Bau des Landmark-Towers.
Das gesamte Bauprojekt besitzt ein Investitionsvolumen von über 90 Millionen Euro, von denen 25 Millionen Euro in den Landmark-Tower investiert wurden.
Am 16. Dezember 2010 wurde die Vollvermietung des Landmark-Towers bekannt gegeben.

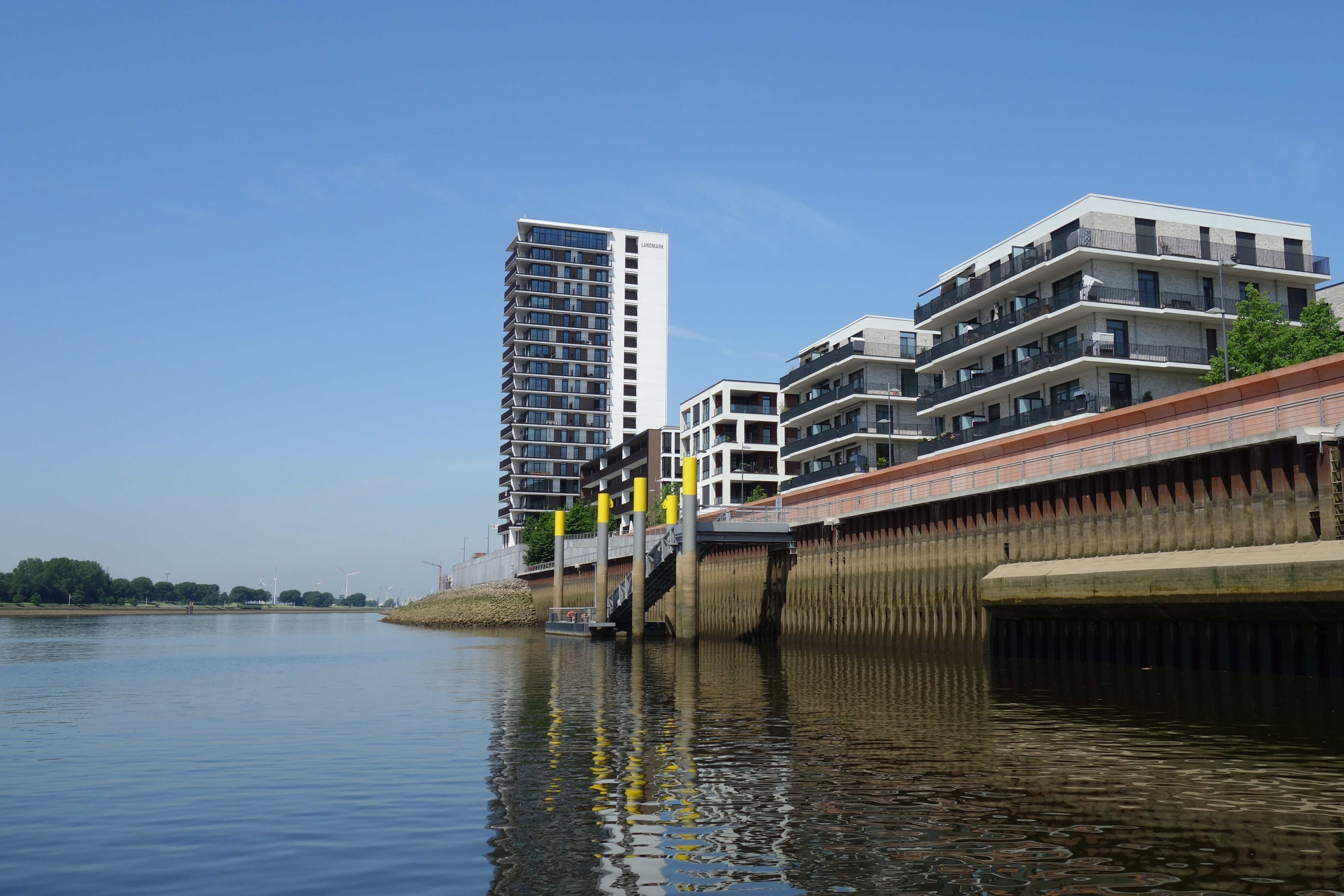
Der Landmark-Tower mit den benachbarten Gebäuden

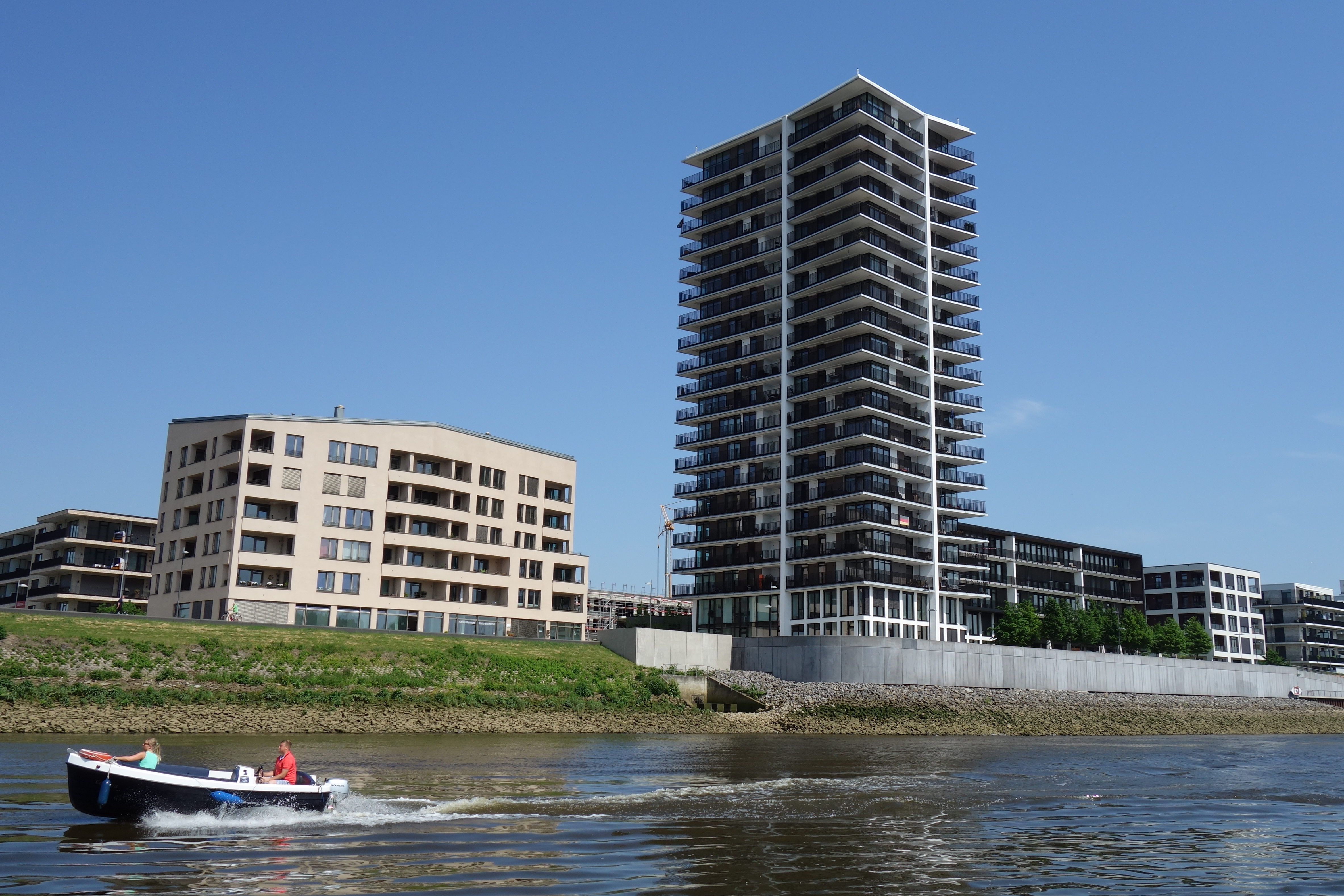
Außensicht